# Santa Cruz de Mudela (kommun)
Santa Cruz de Mudela är en kommun i Spanien.   Den ligger i provinsen Provincia de Ciudad Real och regionen Kastilien-La Mancha, i den centrala delen av landet, 200 km söder om huvudstaden Madrid. Antalet invånare är 4 568.